# 大東市立南郷中学校
大東市立南郷中学校（だいとうしりつなんごうちゅうがっこう）は、大阪府大東市にある公立中学校。

## 沿革
学校所在地付近は、1947年の学制改革当時には北河内郡南郷村となっていた。
学制改革により新制中学校制度が発足したことに伴い、北河内郡南郷村は1947年、隣接する北河内郡茨田町（現在の大阪市鶴見区の東部）と2ヶ村で学校組合を作り、共同で学校組合立茨田郷中学校を設置した。
茨田郷中学校は茨田町立茨田北小学校（現在の大阪市立茨田北小学校）内に校舎を設置した。その後南郷村立小学校（現在の大東市立南郷小学校）に隣接する地に分校を開設している。
半年後の1947年9月には学校組合を解消し、各町村ごとに茨田町立中学校（現在の大阪市立茨田中学校）と南郷村立中学校の2校がそれぞれ独立開校した。
この時に開設された南郷村立中学校が、現在の大東市立南郷中学校（1956年町村合併・市制施行により現校名に改称）となっている。学校開設当初は南郷村立小学校に隣接する地に校舎を設置していたが、その後1965年には現在地に移転している。
生徒数の増加により、1980年には大東市立諸福中学校が分離開校している。

### 年表
- 1947年4月1日 - 北河内郡茨田町・南郷村学校組合立茨田郷中学校を設置。
- 1947年9月1日 - 学校組合を解消。南郷村立中学校として創立。
- 1953年10月5日 - 校歌発表会
- 1956年4月1日 - 南郷村が合併で大東市になったことに伴い、大東市立南郷中学校と改称。
- 1965年 - 現在地に移転。
- 1967年3月31日 - 体育館落成
- 1968年7月19日 - プール完成
- 1980年4月1日 - 大東市立諸福中学校を分離
- 1993年9月10日 - コンピュータ室設置
- 2009年 - 新校舎完成
- 2017年 - 体育館落成

## 通学区域
- 大東市立南郷小学校と大東市立氷野小学校の通学区域。

大東市 御領1-4丁目、氷野1-4丁目、赤井2-3丁目、太子田1-3丁目、南郷町、大東町

## 交通
- 片町線（学研都市線） 住道駅 北西へ約900m。

## 著名な卒業生
- 久本祐一（元プロ野球選手、中日ドラゴンズ→広島東洋カープ）
- 土肥星也（プロ野球選手、千葉ロッテマリーンズ）
- 井上広大（プロ野球選手、阪神タイガース）